# آرثر بارنارد
آرثر بارنارد (بالإنجليزية: Arthur Barnard)‏ هو منافس ألعاب قوى أمريكي، ولد في 10 مارس 1929 في سياتل في الولايات المتحدة، وتوفي في 1 مايو 2018.

## وصلات خارجية
- آرثر بارنارد على موقع أوليمبيديا (الإنجليزية)